# Chenard & Walcker

Chenard & Walcker (Шенар ет Валькер) — з 1899 року французький виробник автомобілів. Штаб-квартира розташована в місті Аньєр-сюр-Сен. У 1934 році компанію купує фірма Société des usines Chausson. У 1950 році компанія припинила виробництво автомобілів.

## Ернест Шенар і Генрі Валькер
Молодий інженер Ернест Шарль Марі Шенар народився в 1861 році, він походив із старовинного роду аристократів, колишніх колись феодальних правителів містечка по імені Мотте-Гуіньонвіль, однак під час Французької революції позбувся всього свого багатства і привілеїв. Нащадки цих феодалів ставали після революції хто торговцем спецій, хто адвокатами, а Шарль став начальником фінансового відділення залізничної компанії, розташованої в Парижі. Ось в його сім'ї і народився син Ернест. Хлопчик постійно ходив до тата на роботу, але його приваблювали не папірці і печаті, а механізми, які можна було там побачити, тобто поїзди. Шарль не став вмовляти сина вчитися на адвоката, фінансиста або доктора, а, бачачи любов сина до механіки, дозволив йому вчитися на цю професію, попутно влаштовуючи його креслярем в компанію, де і сам працював.
У 1888 році молодий чоловік вирішує відкрити свою справу, а оскільки він захоплювався велосипедами, то він починає виробляти і продавати велосипеди, причому особливу любов він відчував до 3-колісних (з них менше ризику впасти). Нарешті ближче до середини 90-х XIX століття молодий фабрикант подумував про те, щоб моторизувати свої трицикли, що він і робить в 1896 році.

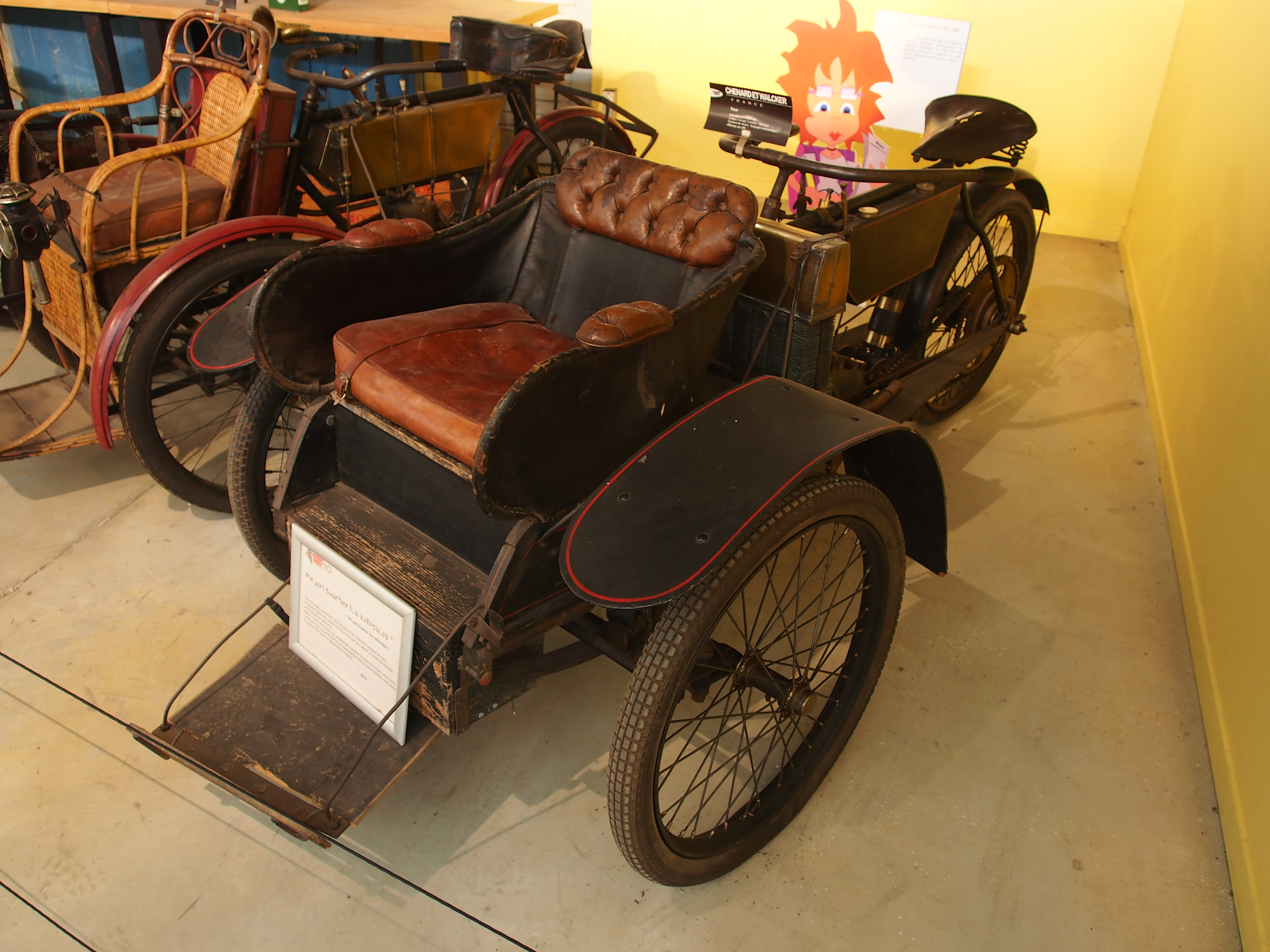
Трицикл Chenard et Walcker

Він будує чотириколісний транспортний засіб, спереду, між колесами, встановлює сидіння для єдиного пасажира. Цим квадроциклом зацікавився один британець на прізвище Дункан, який виклав дуже солідну суму за цей транспорт.
Продовживши виробництво велосипедів, Шенар бере на роботу молодого практиканта, який обкатував велосипеди, перш ніж передати їх клієнтам — Генрі Вокера. Генрі Вокер був за походженням англійцем, його сім'я втекла з Англії, коли почалися гоніння на протестантами, і Девід Вокер перебрався зі своєю сім'єю до Німеччини, яка була і є протестантською країною. Там Девід взяв собі ім'я Адольф, а прізвище стали вимовляти як Валькер. Незабаром він переїжджає в Париж, де відкриває магазин «Le bazar du voyage», який стає дуже популярним і приносить хороший дохід колишньому британцеві. Під час Франко-прусської війни він бере французьке підданство, і переробляє свій особняк на власні кошти в лікарню, за що після військового конфлікту отримує Орден Почесного легіону, а в 1873 році у нього народжується син Анрі-Етьєн, який себе називав Генрі (ім'я пишеться однаково і французькою, й англійською, але вимовляється по різному). Через 15 років Адольф покинув цей світ, а синові нічого не залишилося, як йти вчитися, щоб заробляти собі на життя, от він і подався в гірські інженери, заодно вступивши в автомобільний клуб Франції, який дозволяв йому бути стюардом під час гонок, а іноді перепадало і самому взяти участь у змаганнях.

## Заснування компанії. Початок виробництва автомобілів

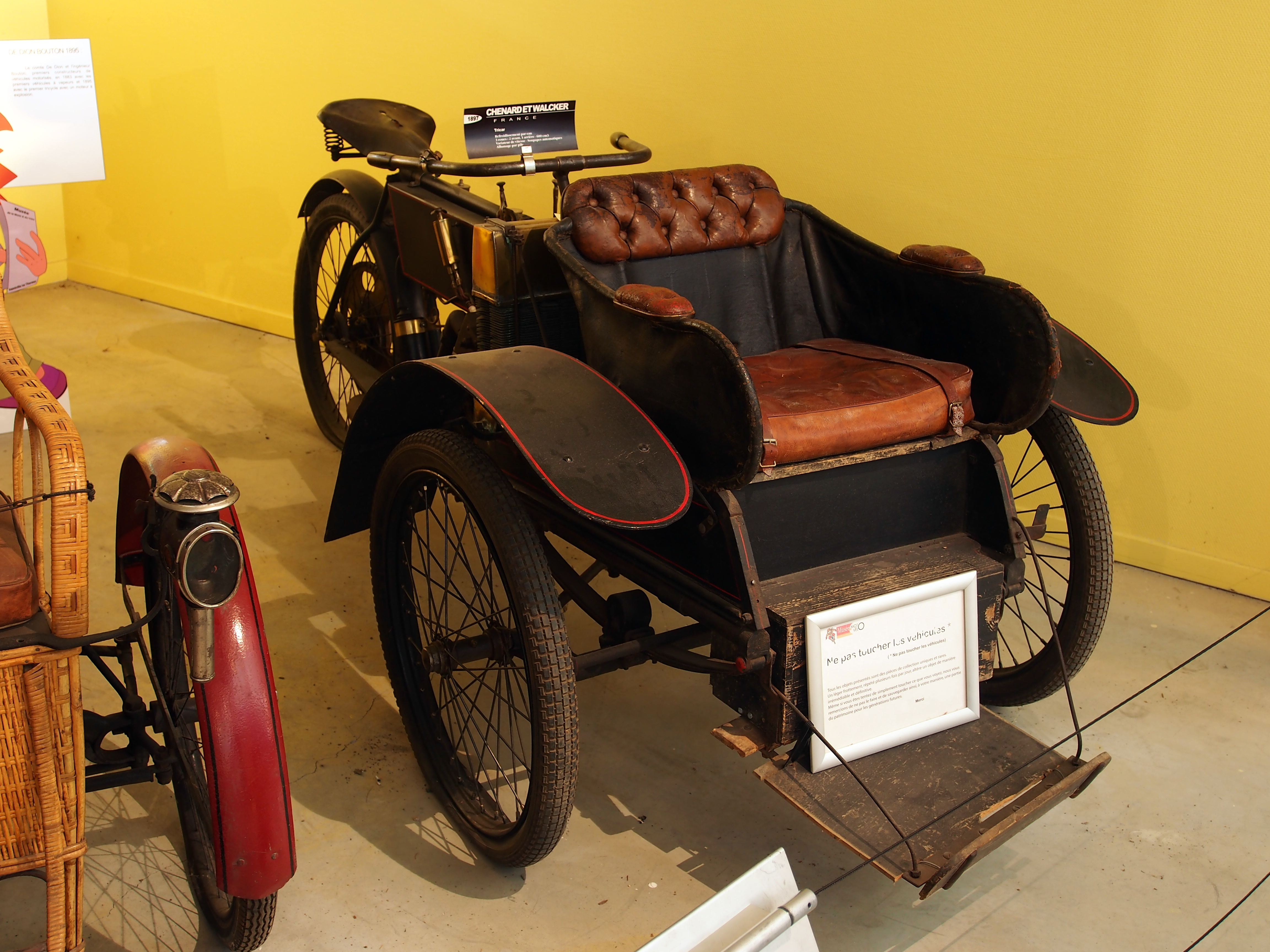
Трицикл Chenard et Walcker

У січні 1899 року Валькер запропонував приєднатися до бізнесу Шенара, на що той дав згоду і скоро була утворена компанія E. Chenard & H. Walcker ingénieurs-constructeurs, що знаходилася в Аньєр-сюр-Сен (місто відоме найстарішим собачим кладовищем у світі, а ще саме сюди оселялися іммігранти з Росії після революції). Валькер не мав особливих капіталовкладень, зате у нього було гарне чуття у веденні справ. Компаньйони починають будувати моторизовані трицикли і квадроцикли з моторами фірми De Dion, а також конструкцію, яка дозволяла переробляти трицикли на квадроцикли, і у випадку необхідності заново на трицикли.
Однак партнери не збиралися робити тільки одні велосипеди з мотором, їм хотілося створити і повноцінне авто, і таке з'являється у вересні 1900 року — Туре А. Його побудували у двох варіантах: з одноциліндровим мотором 4/5НР і 2-циліндровим 8/10НР, обидві машини мали 2-ступінчасту трансмісію з ремінним приводом, проте ремінь постійно прослизав під час ходових випробувань, так що машина у виробництво не пішла.
Тому в жовтні 1901 року на Паризькому автосалоні представили інший автомобіль — Туре В, з 2-циліндровим 1.16 л мотором, потужністю в 12 к.с., власної розробки, рама автомобіля була зроблена з дерева, але оббита залізом. Однак, не дивлячись на відсталість конструкції (дерев'яна рама), машина мала ряд технологічних вишукувань, як, наприклад, 3-ступінчаста трансмісія і кардан. Кардан йшов від коробки передач до заднього моста через півосі, що мали конічні шестерінки, які обертали барабани коліс, а сам задній міст ставав елементом підвіски, за подобою підвіски De Dion-Bouton.
Гальмувала машина через кардан, гальмо задіювало коробку передач, яка блокувала кардан, за рахунок чого машина і гальмувала, плюс мався тросиковий ручник на ті ж задні колеса.
Ще одним безперечним плюсом автомобіля виявилася його економічність, в 1902 році журнал L'Auto-vélo проводить марафон, головною метою якого була не швидкохідність машини, а її економічність. Генрі Валькер, сидячи за кермом своєї 12-циліндрової машини, перемагає з результатом в 6.47 л на 100 км. Через місяць Валькер організував сам подібні змагання, на які прибуло 20 екіпажів, до кожного водія посадили пасажира-контролера, який стежив за «чесними виборами», в результаті «Тип В» знову виграє, цього разу рекордом стало показання розміром в 5.5 л на сто кілометрів шляху. Після таких демонстрацій машина виявилася дуже популярною, так що компаньйонам залишалося тільки рахувати гроші за виручку. Однак була й інша категорія людей, які любили швидкість, і яким байдуже було, їсть машина 5 літрів на сотню або всі 15. Такі люди теж купували цю машину, оскільки в змаганнях Circuit du Nord в Альколі машина виграє головний трофей — золотий кубок.
У 1903 році машина починає поставлятися на британський ринок як 14НР, деякі машини забезпечили ланцюговою передачею, а також в цей час з'являється 4-циліндровий автомобіль 20/24CV з тим же карданним приводом і заднім мостом (ця конструкція буде візитною карткою марки до середини 20-х). У травні 1903 року проходять змагання Париж-Мадрид, але їх зупинили через низку трагічних подій, брав участь у цих змаганнях і Chenard-Walcker, за кермом якого сидів Альбер Кайє, коли гонку зупинили в Бордо, машина туди дісталася без жодної зупинки, викликаної через ремонт, на зворотному шляху також непередбачуваних зупинок не сталося, машина була дуже надійна, хоча і не була в лідерах пелетону.
У травні 1905 року замість старих моделей виходять у світ нові 4-циліндрові машини: 14/16CV з 3-літровим мотором і 18/24CV. Незабаром модель 14/16CV бере участь у змаганнях Бомбей-Калькутта, завдяки надійності, яку продемонструвала машина, принц і принцеса Уельські купують у місцевого дилера за прізвищем Лейо аналогічні машини для своїх поїздок по Індії, цей «непатріотичний» крок персон королівської крові був тільки на руку французам як додаткова реклама.
У 1906 році у фірму приходить працювати досвідчений управлінець — бельгієць Рене Донне, який знаходить спонсора в особі банку «Victor», після чого підприємство змінює вивіску на Société Anonyme des Anciens Etablissements Chenard & Walcker. Додаткова грошова ін'єкція допомагає придбати ділянку землі в Женвільє, де починається будівництво нового заводу.
А поки з'являються одноциліндрова машина 8/10CV з 4-ступінчастою коробкою передач, а також найбільша модель — 30/40CV (5.9 л), яка отримує автоматичну змазку заднього моста. В кінці року проходять змагання за маршрутом Париж-Монте-Карло-Париж, на старті було 37 машин, до фінішу прийшло 22, а золоту медаль від організаторів пробігу — Спортивного клубу Ніцци — отримує «Лейо», який покинув Індію і повернувся на батьківщину, його C & W 14/16CV приходить до фінішу без єдиного штрафного очка.

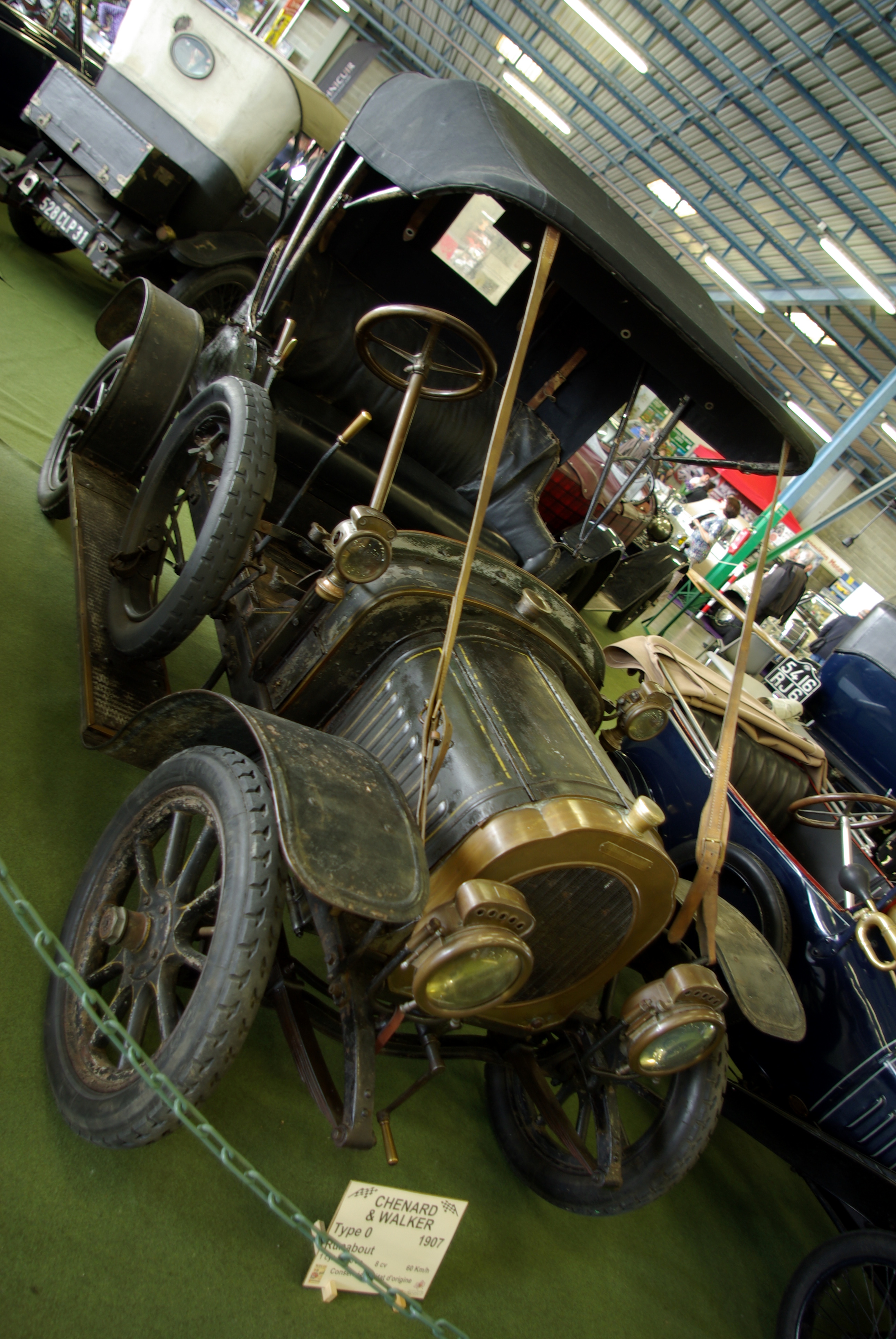
Chenard-Walcker Type O 9CV Phaeton. 1907

Влітку 1907 року ворота нового заводу відкриваються, тепер фірма може будувати до 250 шасі на місяць, але попит перевищував можливості заводу, і дилери йшли на хитрощі, просто підвищуючи ціни на них. Через рік з воріт став сходити новий одноциліндровий автомобіль 9CV Type О з 1 л мотором, який мав багато різних видів кузовів, але найпопулярнішим виявився таксомотор на базі цієї машини. 1909 року в каталогах фігурували модель Туре O 9CV з одноциліндровим мотором, Туре Q 10CV з 2-циліндровим і 4-циліндрові машини 12CV, 14/16CV, 20CV і 30CV, причому моделі 9CV і 14/16CV можна було купити і у вантажному варіанті. В цей же час на завод приходить працювати Жан Ретель, який стає правою рукою Генрі Валькера, а на місце інженера, відповідаючого за розробки нових машин Валькер бере свого однокурсника — Анрі Туте.
У 1909 році в світі була економічна криза, продажі йшли мляво, тоді фірма створює дочірнє підприємство, яке купувало нерозпродані автомобілі і починає здавати їх в оренду приватним користувачам, а так ож таксофірми, в той же час купується кузовна фірма Société Parisienne de Carrosserie Automobile, щоб після подолання кризи не стикатися з неустойками з боку кузовщиків, які постійно не встигали вчасно поставити кузови для готових вже шасі.
У 1910 році фірма зробила 1500 шасі, причому клієнти могли замовляти як ліве розташування керма, так і праве, компанія знаходилася в десятці найбільших автомобільних виробників у Франції в цей період. 1911 року припиняється виробництво 2-циліндрової моделі, а всі інші отримують новинку, розроблену Туте, — алюмінієві поршні, першими серед автомобільних двигунів, також нововведенням на цих моторах було примусове змащення колінчастого валу. Через рік відбувається трагедія — Валькера доставляють в лікарню з підозрою на апендицит, під час операції 39-річний чоловік помирає, оскільки доставили його занадто пізно, ця подія дуже сильно вдарила по Шенару, який передав кермо влади Донне, а сам перейшов в технічний відділ, щоб забутися в конструюванні механізмів, Анрі Туте стає його правою рукою.

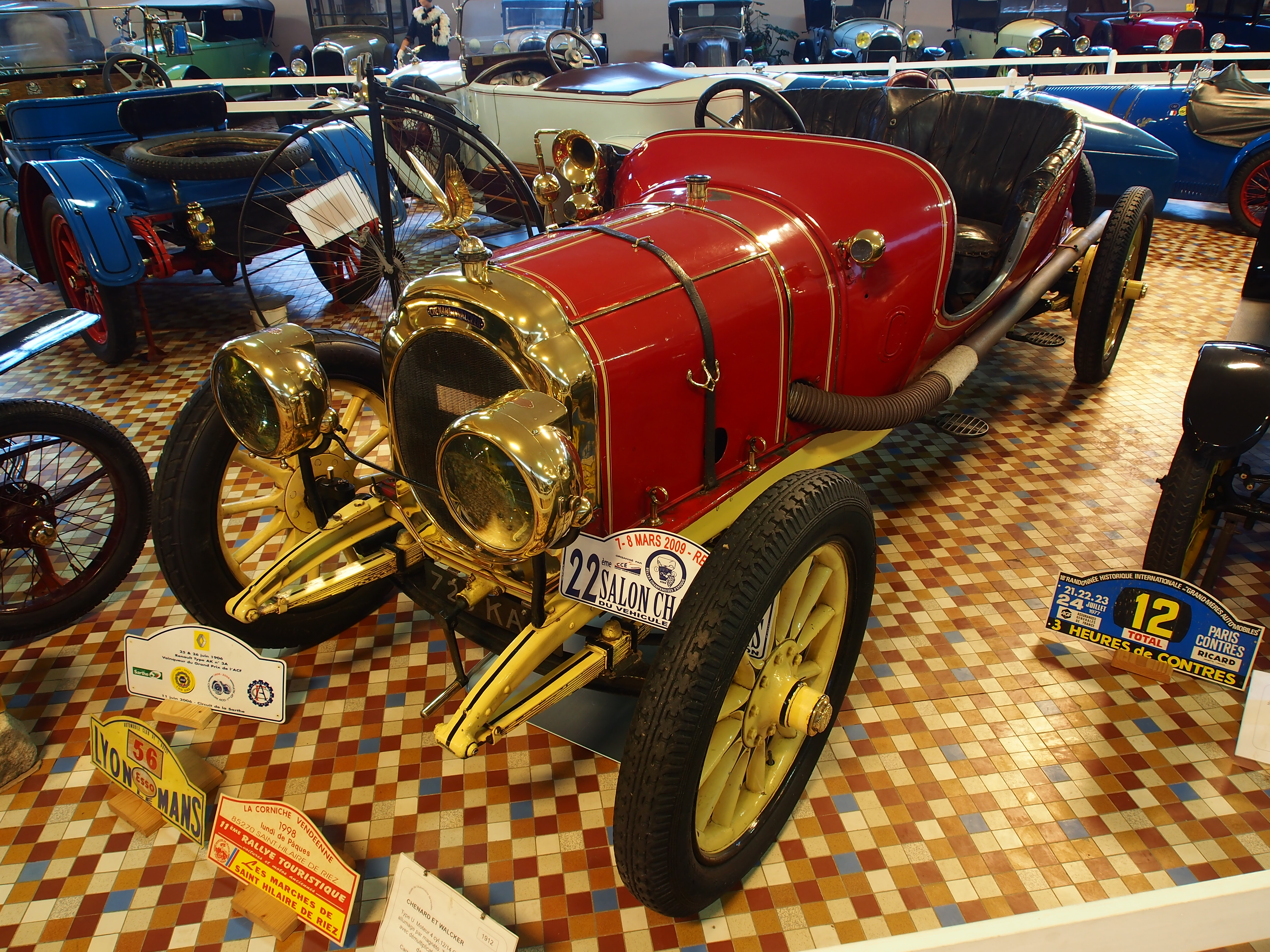
Chenard-Walcker Type U 15CV. 1912

Не дивлячись на смерть одного з батьків фірми, компанія продовжує розвиватися, в 1913 році з'являється дві нові моделі з 4-ма циліндрами: Туре Т2 7CV (1.6 л) і Туре U 15CV (3.0 л), мотори мали бічні клапани, а машини стандартно оснащувалися електричним освітленням фірми Polkey Jarrett, швидкознімними покришками фірми Vinet і амортизаторами Telesco, остання з двох моделей отримує на додаток подвійне запалення фірми Bosch. У цьому ж році з'являється перша і єдина 6-циліндрова модель 20/35CV з 4.5 л мотором, яка відрізнялася від решти продукції заводу круглим радіатором.
У 1914 році в каталогах значилися вже згадана 6-циліндрова машина і чотирициліндрові: 2.0-літрова 8/14CV, 2.6 л 12/20CV і 3.0 л 15/25CV, а моноциліндрові моделі з цього моменту стали частиною історії, в липні 1914 року дві машини з 3-літровим мотором беруть участь у змаганнях, що проходили в Анжу, в яких Лагаш приходить до фінішу першим у класі 3-літрових машин, а слідом за ним фінішує Довернь на точно такій же 15/25CV. З початком війни з автомобілів у виробництві залишається тільки 6-циліндрова машина, на базі якої роблять вантажівки з подвійними колесами, хоча перший час будували і легкові моделі, але незабаром основною продукцією заводу стали авіаційні двигуни, що виготовлялися за ліцензією Hispano-Suiza, яких робили по 50 штук на тиждень.

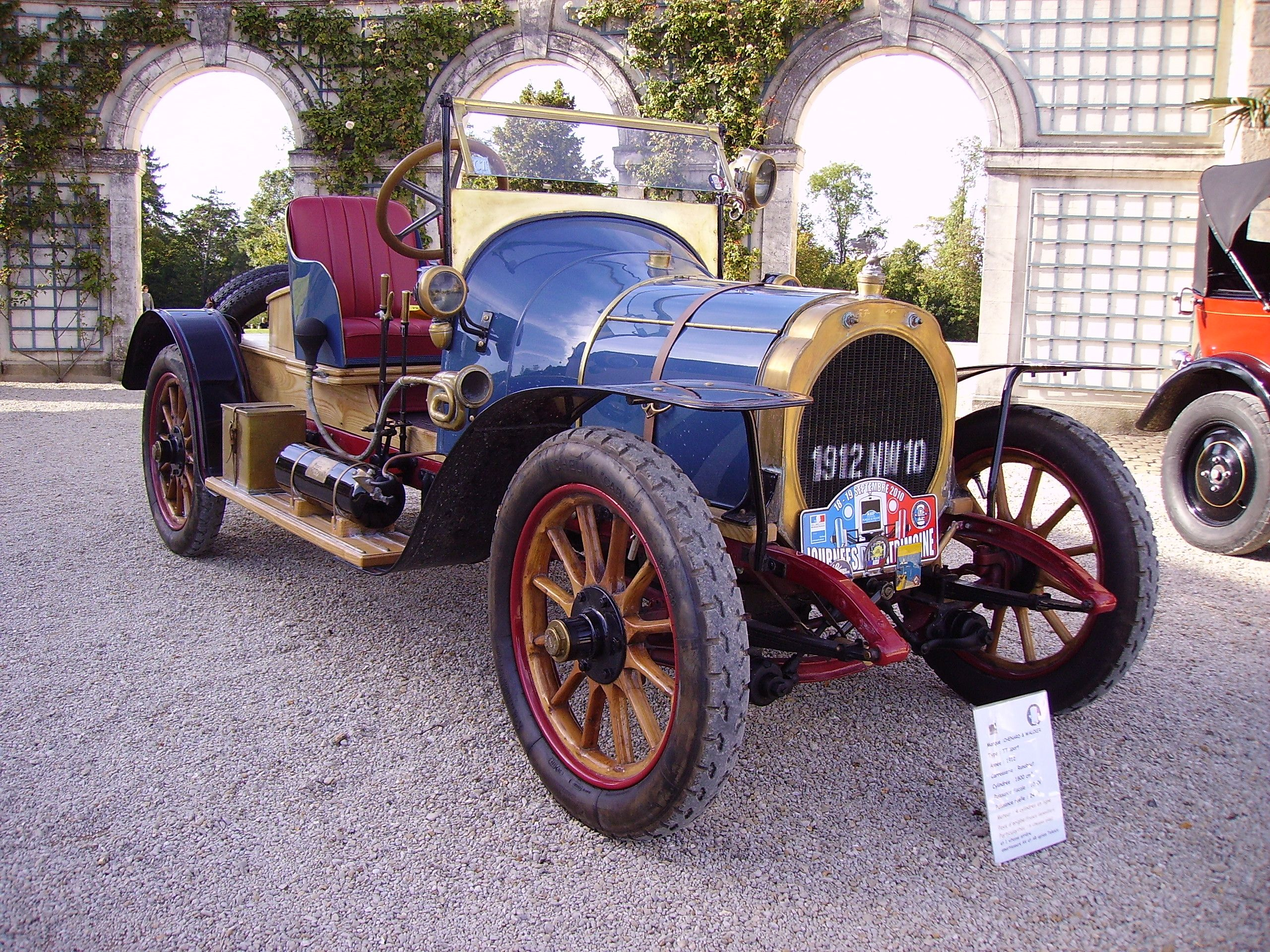
Chenard-Walcker Type TT. 1922

Після війни підприємство міцно стояло на ногах, оскільки, на відміну від Італії, Франція надійно платила за свої замовлення, тому фірма вирішує відновити в 1919 році виробництво легкових автомобілів. В хід пустили довоєнні розробки: 2-літрову машину назвали тепер Type UU 10/12CV, а 3-літрову — Type UU 15/18CV.
У 1920 році підрозділ фірми під назвою FAR починає виробництво тракторів, розроблених колишнім гонщиком фірми — Лагашем, він разом з іншим гонщиком — Глазманном — створює фірму Société Lagache et Glazsmann, яка починає випускати причепи для цих тракторів. 1921 року з'являються нові 2-літрові машини, які мали тепер верхнє розташування клапанів, плюс отримують гальма передніх коліс системи Перро, які до того ж мали сервопідсилювач системи Галло, яка не дозволяла блокувати колеса (предок сучасних ABS), ці машини отримали індекс Type TТ.

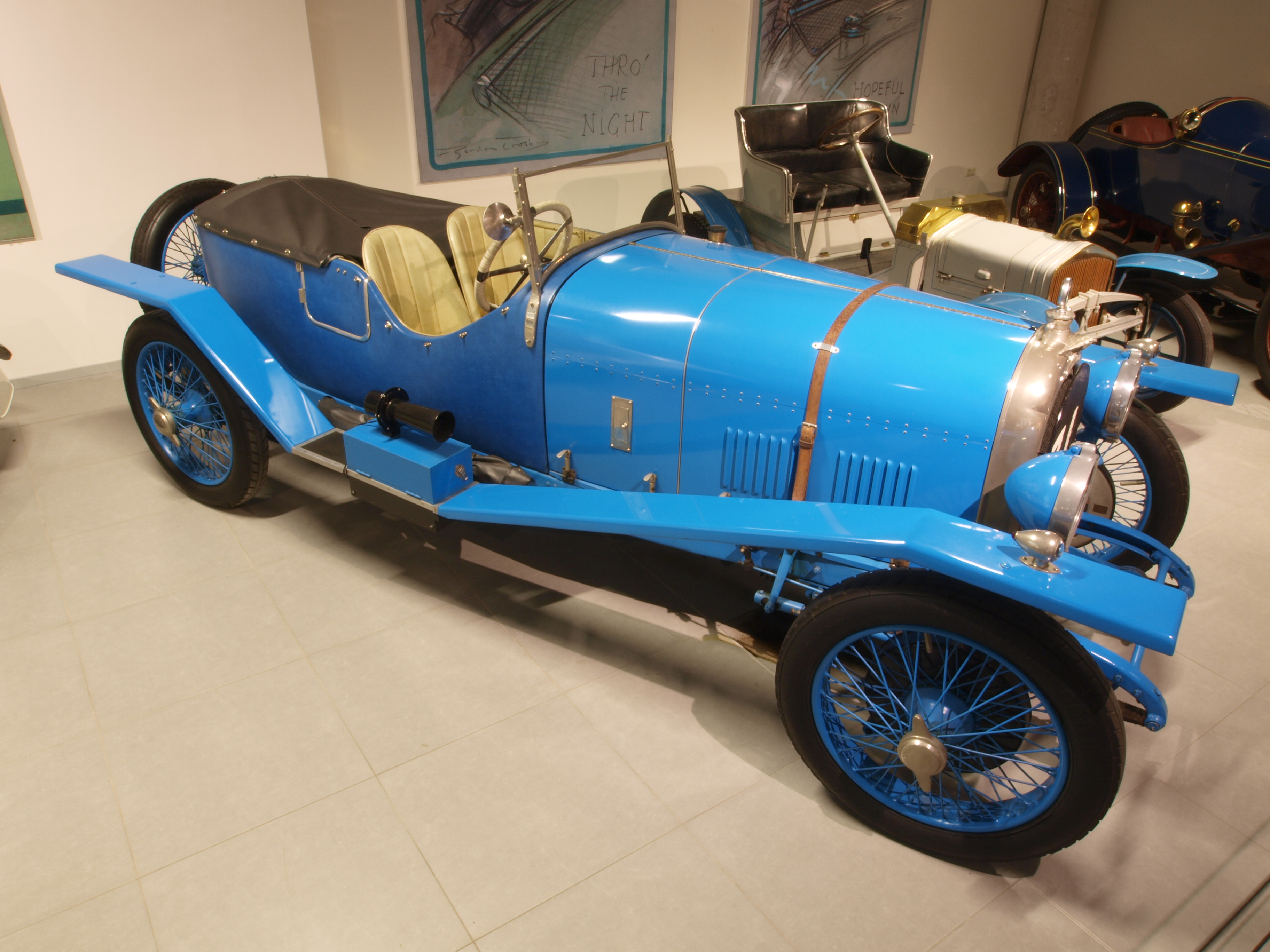
Chenard-Walcker Type U3 70/80CV Le Man. 1923

У 1922 році Ернест Шенар, що сильно горював про смерть свого сина Моріса, який загинув на фронті, будучи кадетом, помирає від серцевого нападу, і його місце займає молодший син — Люсьєн, який був більше технарем, ніж управлінцем. Тим часом в конструкторському відділі продовжує кипіти робота, йде проєктування автомобіля Type U3. Незабаром з'явився 3-літровий 4-циліндровий автомобіль. Мотор мав верхній розподілвал, який через коромисла штовхав бічні клапани, він давав віддачу в 80 к.с.. 1923 року проходили перші гонки в містечку на ім'я Ле-Ман, зараз в Ле-Мані є дві траси, одна з яких названа ім'ям Бугатті, а інша — Circuit de la Sarthe (траса Сарті). Якщо по першій трасі любив тестувати свої машини сам Патрон, то на великій трасі, яка охоплювала міські вулички, стали проводити змагання серійних автомобілів, регламент гонки дозволяв участь тільки тих машин, що були випущені тиражем не менше 30 штук.

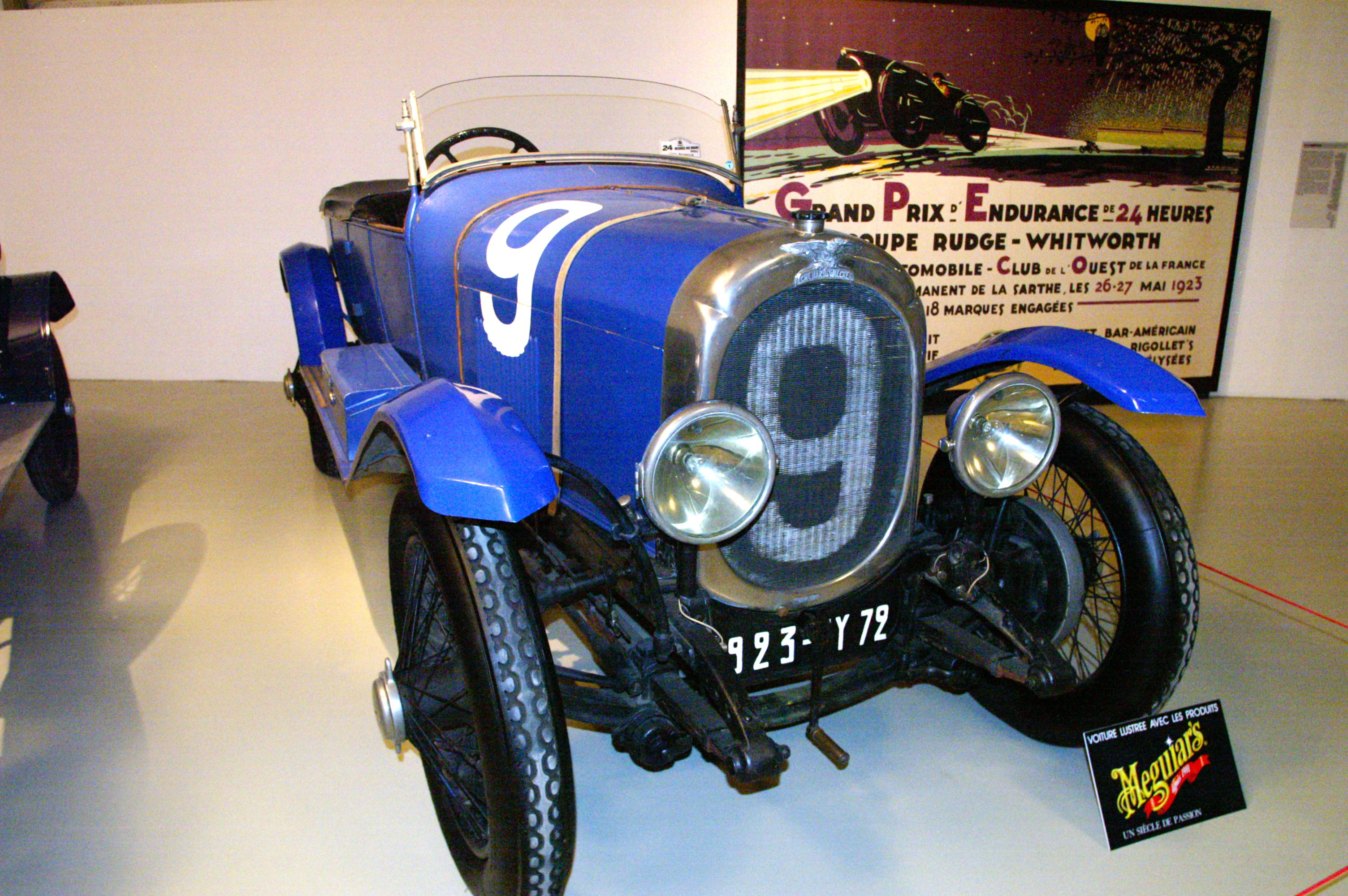
Chenard-Walcker Type U3 70/80CV Le Man. 1923

На перші змагання прибуло всього 37 екіпажів, з яких тільки 33 машини було допущено до старту, по два рідкісних Bucciali і Avions Voisin не стартували. Основну масу склали французькі автомобілі й екіпажі, їх розбавили екіпаж Джона Даффа і Френка Клемента на Bentley 3-Litre і бельгійців Андре Діля з Ніколя Каерелем, які виступали на Excelsior Albert 1er, на такій же машині виступали і французи Лекюрель і Флод. На автомобілях C & W Type U3 виступали Андре Лагаш і Рене Леонар, а також Рауль Бахманн і Крістьян Довернь, крім цих спортивних машин була виставлена і модель 15/18НР, на якій виступав брат Бахманна, — Фернан, а в напарниках у нього був Раймон Гласзманн. Не дивлячись на більші Lorraine-Dietrich B3-6 або Bentley, першими до фінішу приходять екіпажі, виступаючі на 3-літрових Chenard-Walcker, а четвертим в загальному заліку і третім у класі до 3-х літрів — британський екіпаж, а третій екіпаж фірми займає всього-лише четверте місце чи сьоме в загальному заліку.
На Гран-прі Булоні і Гран-прі Ліллю знову виграли 3-літрові автомобілі цієї марки, причому в Булоні до фінішу приходить не заводська команда, що складалася з Лагаша і Доверня, а приватник на ім'я Андре Писар, який був дилером цієї марки. В ролі механіка у нього виступала власна дружина. Успіх на спортивному поприщі підштовхнув компанію створити ще більш чудовий автомобіль, і восени того ж року публіці представили 4-літрову машину Type X з рядною вісімкою, цей 135-сильний двигун був сконструйований з двох 2-літрових моторів, ця машина могла комплектуватися тільки з одним кузовом — 6-місним торпедо, цей автомобіль був розроблений Люсьєном Шенаром.
У 1924 році в Ле-Мані було вже 46 команд, але зі старту пішло 39 команд, когось не допустили за регламентом, а хтось не завів авто. У цій гонці було вже сім екіпажів, що виступали на авто марки C & W, проте 4-літрова машина, не дивлячись на те, що поставила рекорд траси, пройшовши одне коло з середньою швидкістю в 111 км/год, сходить на 20 годині гонки через виникле загоряння, таким чином екіпаж Лагаша-Леонара дозволив виграти цю гонку автомобілю марки Bentley. Брати Бахманни теж не склали конкуренцію британському екіпажу, оскільки їх трилітровий «Шенар-Валькер» зійшов ще раніше — на 6 колі, зійшов з траси і Гласзманн, який виступав у парі з колишнім льотчиком Сенешалем, їх 1.5 л авто пройшов до того моменту 83 кола, або 1432 км. Але в класі до 2-х літрів був командний тріпл фірми Chenard-Walcker, всі три 2-літрові машини Type T3 з кузовом типу «бак» прийшли до фінішу в загальному заліку 4, 5 і 6. Андре Писар-Йозеф Шаве зайняли перше місце в класі до 2-х літрів, Кріст'ян Довернь і іспанець Рафаель Мансо де Зуніга — друге, а третє дісталося Гастону Делаланду і Жоржу Гуйнару. У змаганнях, що проходили в бельгійських Спа 4-літрова машина реабілітувалася і принесла фірмі головний трофей змагань.

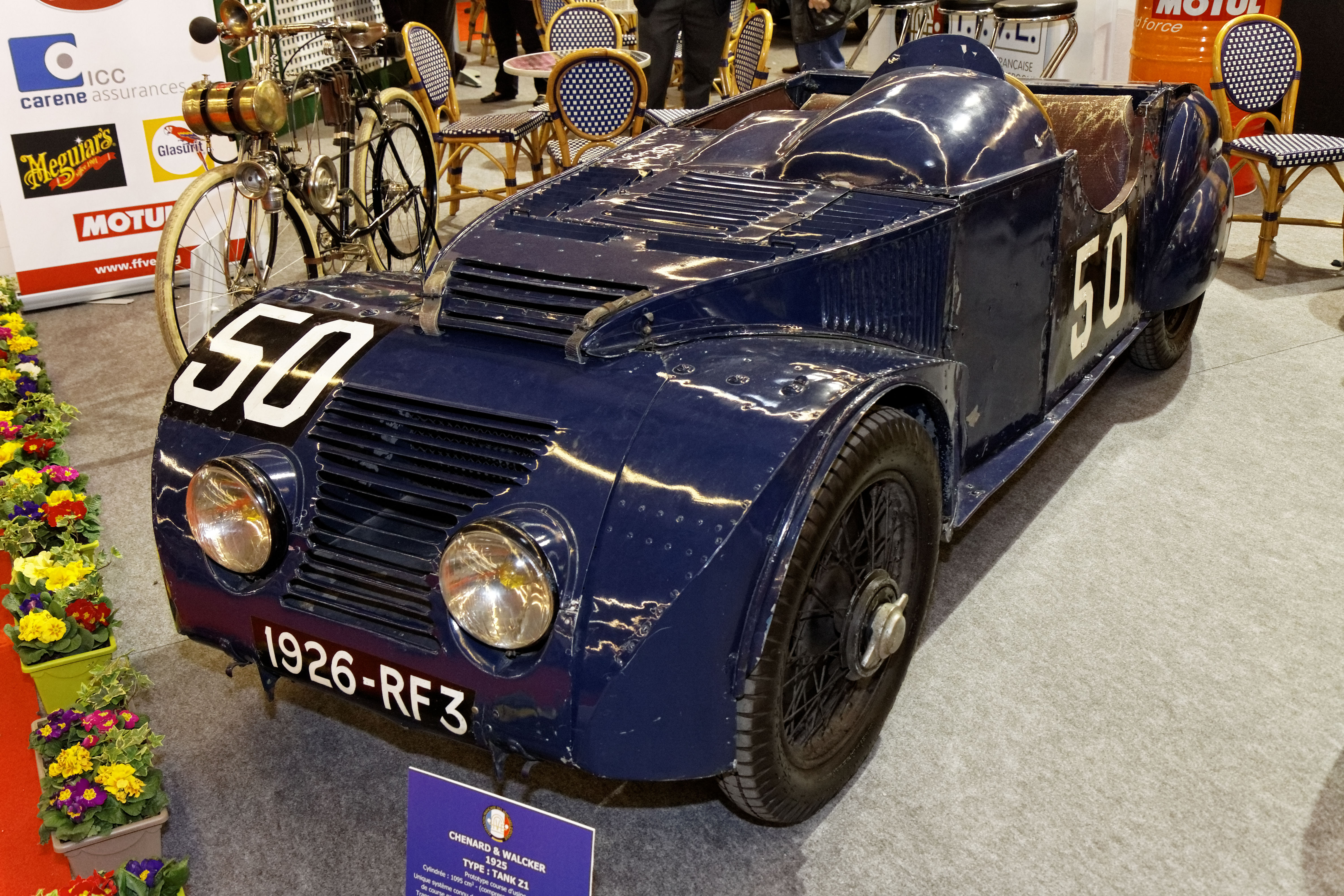
Chenard et Walcker Tank Z1. 1925

Однак, не дивлячись на те, що фірма виставила на змаганнях обтічні машини, цивільні особи могли купити просту версію тільки зі стандартними незграбними кузовами. У цьому ж році Сенешаль починає виробляти в рамках фірми Chenard-Walcker свої «циклокари» з 1 л мотором, які продавалися як Chenard-Senechal, працюючи з фірмою, Сенешаль проєктує 1.1 л гоночну модель, яку також одягають у кузов торішньої гоночної машини «tank», або «бак». Мотор машини мав чотири циліндри і цікаву конструкцію клапанів: впускні були неймовірно великими, а випускні — дуже маленькими, але були додаткові випускні клапани. Маленький мотор розвивав 55 к.с., але завдяки обтічному кузову машинка розвивала 152 км/год, а якщо короткочасно задіяти компресор «Козетта», коли потужність піднімалася до 70 к.с., то і всі 172 км/год.
У Ле-Мані 1925 року цей автомобіль ставить найкращий час на проходження одного кола, показавши середню швидкість в 112 км/год, однак 1.1 л «танк» не приходить першим в цих змаганнях в загальному заліку, Гласзманн і де Зуніга приходять десятими в загальному заліку, але першими в класі до 1.1 л, автор машини — Сенешаль і його напарник Альберик Локх — тринадцятими, або другими у своїй групі, а ось 4-літрова машина знову зазнає невдачі — Лагаш і Леонар знову не доходять до фінішу, так само, як і Писар з Ледуром, що виступали на такій же машині.
Команда знову їде в Спа, де проходять 24-годинні гонки «Франкоршам», і вчергове 4-літрова машина, яка не доходить до фінішу в рідних пенатах, виграє гонку за кордоном, боротьба була дуже напруженою, але врешті-решт Лагаш і Леонар виривають перемогу у бельгійців, що виступали на Excelsior. 1.1 л машина з обтічним кузовом приходить першою в своєму класі, після бельгійських гонок тріумф чекав марку і на «Кубку Жоржа Буалло».

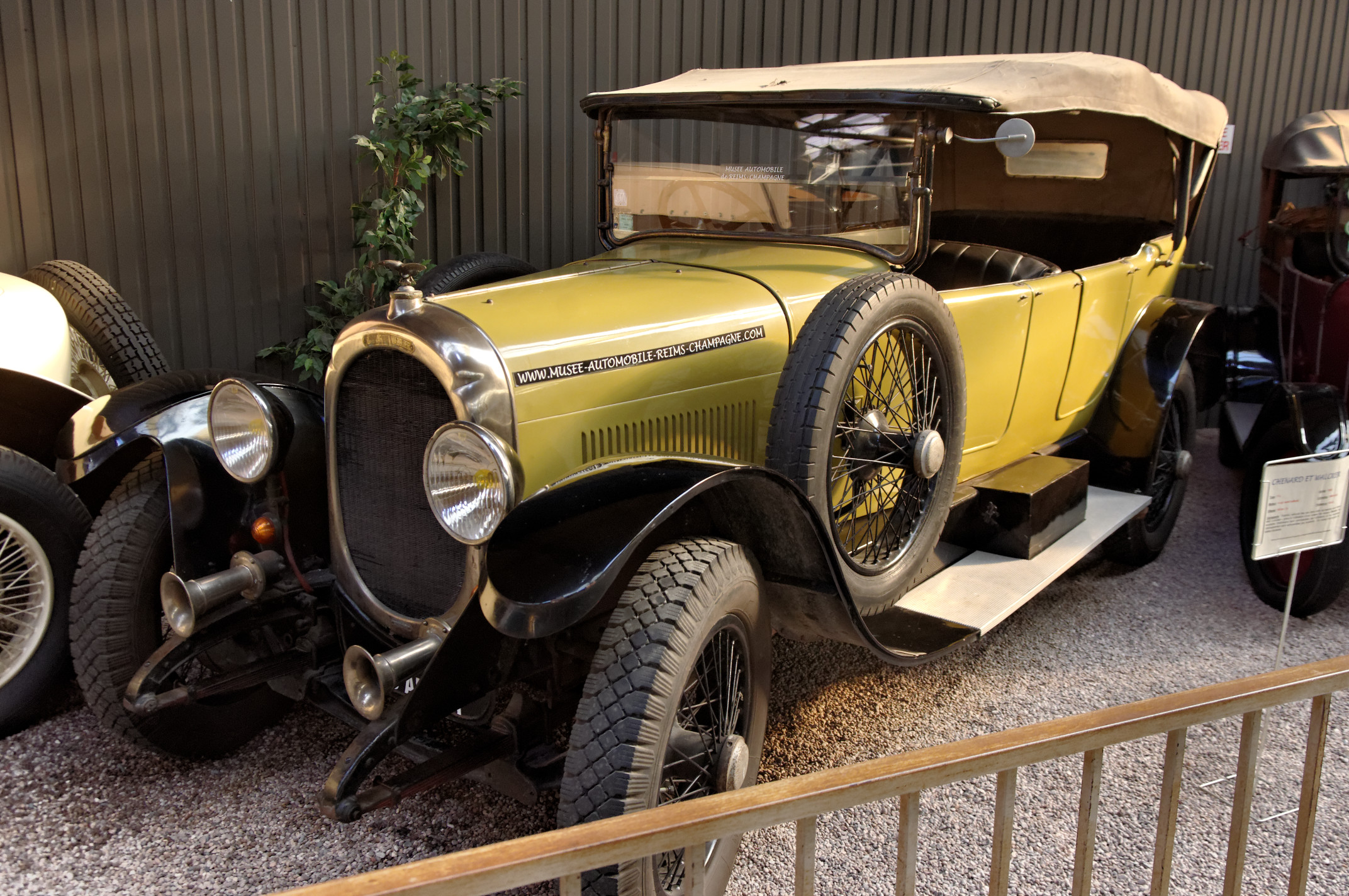
Chenard et Walcker Type T4 11CV Phaeton. 1925

Із серійних машин цього року з'являються 3-літрові Type U3 16CV і Type U4 15CV, які відрізнялися об'ємом мотора на 25 см3, причому перша машина — нова модель, а та, що мала індекс U4, — розвиток моделі 1923 року. З'являється і 1.5 л модель Y3 10CV, а дволітрова модель отримує індекс Т4 11CV, а в жовтні в Лондоні дебютує модель Type G 7CV з 1.3 л мотором.
У 1926 році фірма не виставляла команду на Ле-Ман, однак їде зі своїми 1.1 л машинами на «Кубок Буалло», де з легкістю виграють перші три місця на п'єдесталі, боротьба була легкою тому, що багато суперників відмовлялися брати участь в змаганнях, де виставлялися автомобілі цієї марки, оскільки у інших учасників, які виступали в цьому класі, не залишалося жодних шансів. В Сан-Себастьяні, у якому проходив Гран-прі Європи, дві 1.1 л машини не залишили жодних шансів 6.3-літровому компресорному Mercedes-Benz 630К, який розвивав швидкість всього в 145 км/год. Ще до початку іспанських змагань до стенда фірми підійшов сам король Іспанії — Альфонсо XIII, який був великим фанатом автомобілів. Він побажав удачі команді від усього свого серця.
Тим часом, не дивлячись на вражаючі успіхи в спорті, продажі цивільних машин йшли погано, модель Type G перейменовується в Z2 7CV, однак відмінність була не тільки в назві машини, в той час як всі машини цієї фірми оснащувалися 4-ступінчастою трансмісією, наймолодша мала всього 3 ступені, тепер цю дискримінацію скасували, і «малятко» стало повноправним членом сім'ї. Крім цього з'явилася модель 8CV, яка мала ті ж шасі і кузови, що і у 10CV, але під капотом був 1.3 л мотор. Наприкінці 1926 року керівництво фірми їде в США, щоб ознайомитися з циклом виробництва автомобілів цього автомобільного лідера. Після прибуття до Франції боси вирішують йти по спрощенню виробничої програми, яка була дуже різноманітна. Вони вирішують згорнути спортивну програму фірми як дорогу статтю витрат.

## Chenard-Walcker у складі об'єднання S.A.E.G
У 1927 році фірма разом з іншими французькими компаніями, такими як Delahaye і Unic, створюють свою «Антанту» S.A.E.G., щоб протистояти масовим американським автомобілям у себе на батьківщині, та й місцевим гігантам типу Renault і Citroën, що набрав за кілька років з дня заснування божевільні обороти.
Консорціум ховає марку Senechal, яка виробляла свою продукцію на потужностях Chenard-Walcker, і зобов'язує фірми, що входили до нього, використовувати загальні агрегати, що здешевлювало закупівельні ціни у постачальників. У той же час, не дивлячись на те, що фірма припинила спонсорувати заводську команду, на хвилі її успіху створюються дві моделі, обидві були оснащені 1.5 л мотором, перша — Y8 мала форму кузова, що нагадувала гоночний «tank», а також низьку раму шасі.
Друга машина була більше ідейним спадкоємцем зниклої марки Senechal, яка робила досить спритні «циклокари», що, до того ж, оснащувалися гальмами передніх коліс. Тепер під індексом Y7 Torpille з'явився 3-місний родстер, у якому передні пасажири сиділи в шаховому порядку, не дивлячись на спортивний зовнішній вигляд, машина могла максимум розвинути 120 км/год, що не йшло в порівняння з тими гоночними апаратами, що виступали на трасах Ле-Ману або Спа.
Модель Z2 7CV перейменовується в Z5 7CV, яка мала тільки 2-місні кузови, з'являється і модель Y6 8CV, яка технічно була ідентична Z5, але відрізнялася 4-місними кузовами, в ході співдружності фірм виходить у світ клон Delahaye Type 112 — U8 16CV з 6-циліндровим 2.9-літровим мотором, ця машина продавалася в Англії як 16/60НР. У липні 1927 року об'єднання S.A.E.G. покидає фірма Unic, яка вирішує залишитися унікальною, а не користуватися плодами спільних зусиль, однак замість неї в консорціум вступають відразу три підприємства: Rosengart, Ariès і Donnet.
У 1928 році з'являється модель F1 10CV з 1.75 л мотором, розробленим британцем Рікардо, а також Т8 14CV з 2.5 л 6-циліндровим мотором, модель Y6 отримує варіант 9CV, який мав під капотом вже не 1.3 л двигун, а 1.5 л, конструкції все того ж Рікарда, що відрізняло цю модель від моделей Y8 і Y7, оснащених двигунами такого ж об'єму, але конструкції Туте.

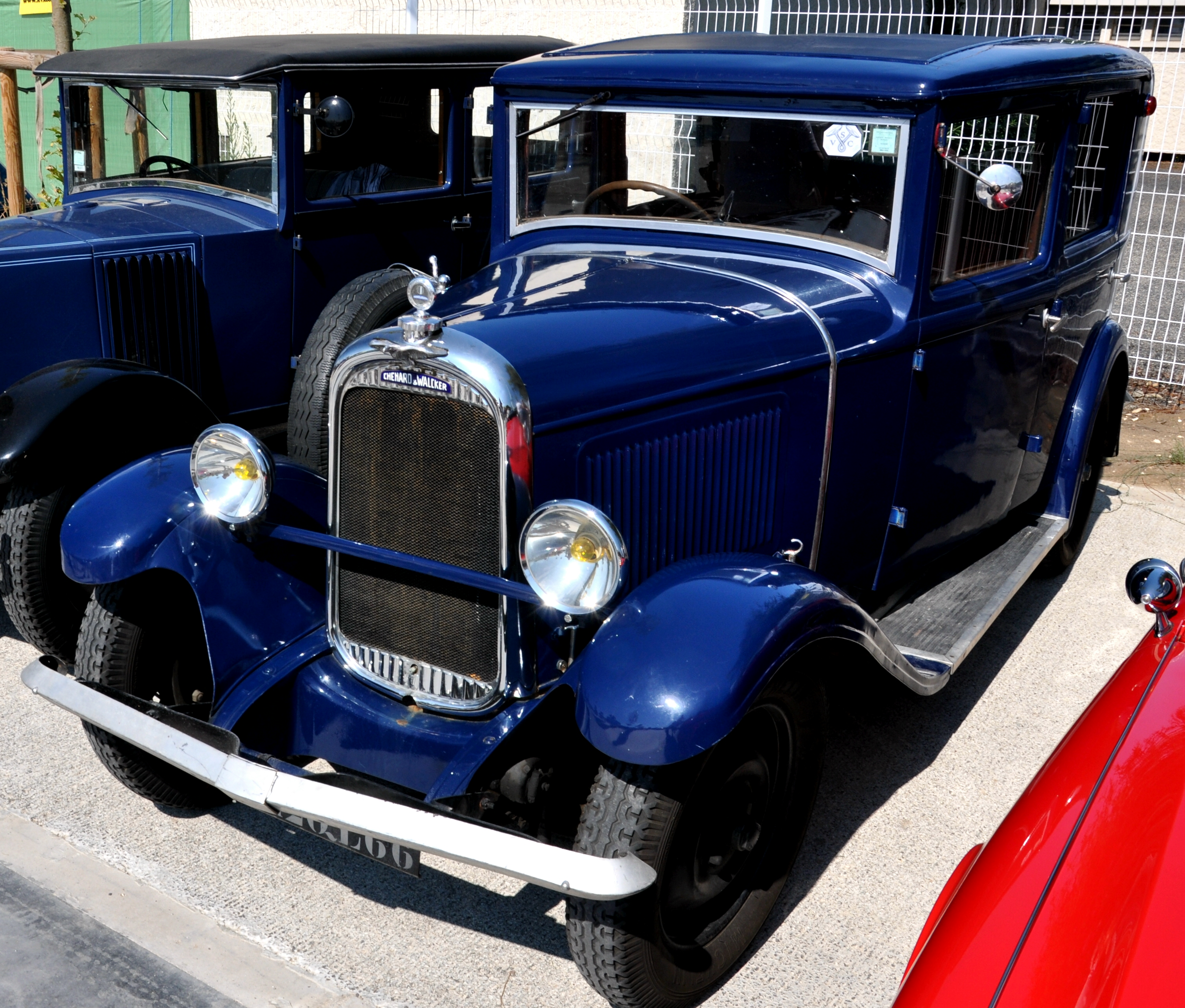
Chenard-Walcker T11 12CV Coach

У січні 1930 року мадам Мішель Доре бере участь у Монте-Карло на седані Т8 14CV, стартувати вона вирішила з Таллінна, що прилучився до міст, з яких учасники могли стартувати. У підсумку мадам Доре отримує головний приз серед учасниць-жінок. Крім цієї перемоги в актив машини можна записати рекорд траси Монтлері, коли Сенешаль і Леонар на пару намотували кола по трасі протягом 24 годин, в підсумку, подолавши 3116 км, гонщики показали середню швидкість в 132 км/год, машина була все та ж — 2.5-літрова Т8. У цьому році з'являється модель Туре Т11 10/12CV з 2.2-літровим 4-циліндровим 48-сильним мотором, машина мала нову конструкцію шасі, відійшовши від традиційної схеми, яку фірма застосовувала близько 25 років, через рік припиняється виробництво моделей Y7 і Y8, які не були на вершині обсягів продажів, а були скоріше іміджевим продуктом. Також в 1931 році розпадається союз виробників, який не витримав натиску і критики з боку дилерів, що наполягали на тому, що машини повинні відрізнятися один від одного.
У 1932 році відбувається перейменування моделей: 8CV і 10CV отримують назву Aiglon («Орлятко») 8CV або 10CV, машина мала багато варіантів кузовів, які оснащувалися 1.5 л мотором — 8CV, але 6-віконний седан цієї моделі оснащують 1.6 л 35-сильним мотором — 10CV. Т11 перейменовується в Aigle («Орел») 4 12CV, а модель T8 14CV перетворюється на Aigle 6 14CV (T9N), причому «Орли» могли комплектуватися шасі в двох різних базах, в такому випадку до цифрового індексу додавалася літера L. У цей період фірма виробляла і вантажні автомобілі, причому вантажопідйомність комерційного транспорту коливалася від 500 кг до 30 тонн.
У 1933 році була анонсована модель Aigle 8 20CV (Type U12) з передньою незалежною підвіскою і 3.56 л V8 мотором, який розвивав 84 к.с. (від марки Ford), проте показали не серійний автомобіль, а прототип, створений авіатором П'єром Мобуссеном — Mistral. Ця машина розвинула на трасі Монтлері максимальну швидкість в 166 км/год.

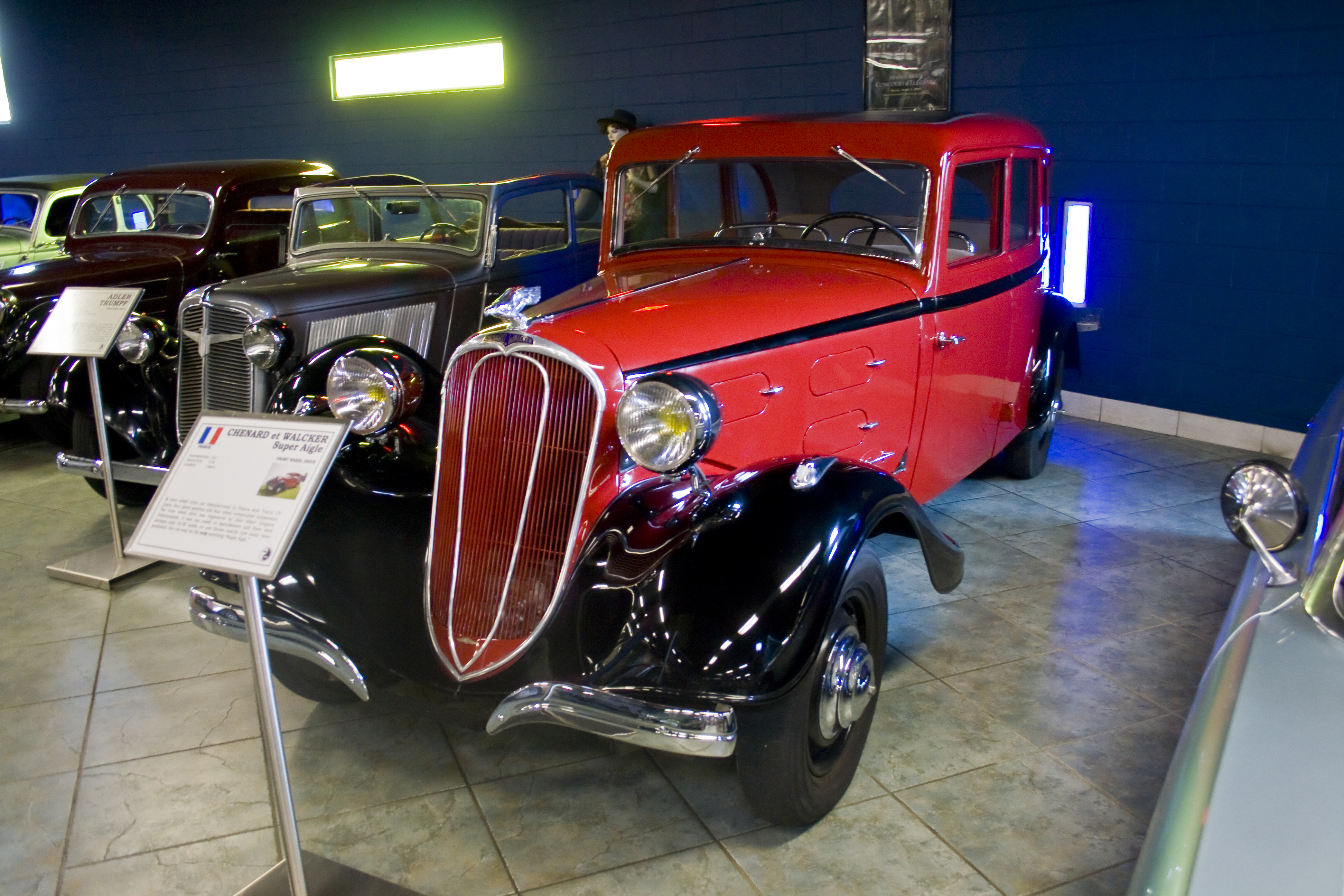
Chenard-Walcker Aigle 4 12CV. 1933

Незабаром 8-циліндрова модель пішла в серію, купе «Містраль» значилося в каталогах, але покупців на таку специфічну машину не знайшлося. Разом з тим новий дизайн кузовів і передка перекочував і на інші моделі, які стали мати динамічніший зовнішній вигляд, але 6-циліндрова модель пропала зі списку пропонованих.
У 1934 році автомобілі модельного ряду Aigle 4 за замовленням стали оснащувати преселективною коробкою передач фірми Cotal, у жовтні з'являється нова модель — Super Aigle 4 (Туре Т24) — передньопривідний автомобіль розробки Грегуара. Машина оснащувалася тим же 2.2 л мотором, що і 12CV, але іншою трансмісією, також ця машина вперше для цієї марки мала незалежну підвіску всіх коліс, крім вже відомого мотора стали встановлювати і 4-циліндровий 2.5 л двигун. Цей же мотор встановили і на задньопривідну модель Type Т9N Aigle 4 14CV, яка прийшла замість Aigle 6 з мотором того ж об'єму, але зняту з виробництва наприкінці 1933 року. Крім цих машин зазнає змін і Aiglon, яка отримує 1.6 л мотор та індекс Туре Y10C 9CV.

## Chenard-Walcker у складі компанії Chausson
Боси фірми очікували успіху для своєї передньопривідної машини, але тут з'являється і передньопривідний Citroen TA7CV і TA11CV, який завдяки масовому виробництву обходився набагато дешевше покупцям, ніж якісніший і надійніший, але дорожчий Chenard-Walcker. Цей провал став фатальним для фірми, яка вклала серйозні кошти на розробку нової машини, тому незабаром фірма вперше втрачає незалежність, перейшовши в сферу впливу кузовної фірми Société des usines Chausson, яка виробляла фургони для фірми Peugeot. Однак нові господарі не лізли зі своїм статутом у чужий монастир, ніяких змін в модельному ряді або в складі фірми не відбувається. 1935 року під керівництвом Рене Донне будується автомобіль Type X5 28CV з 5-літровим мотором V8, який не знаходить схвалення у нових співвласників, тому про люкс машину доводиться забути. Зате серійні машини оснащувалися багатьма різноманітними кузовами, які носили назви типу Riviera, Biarritz, Cannes, Deauville.

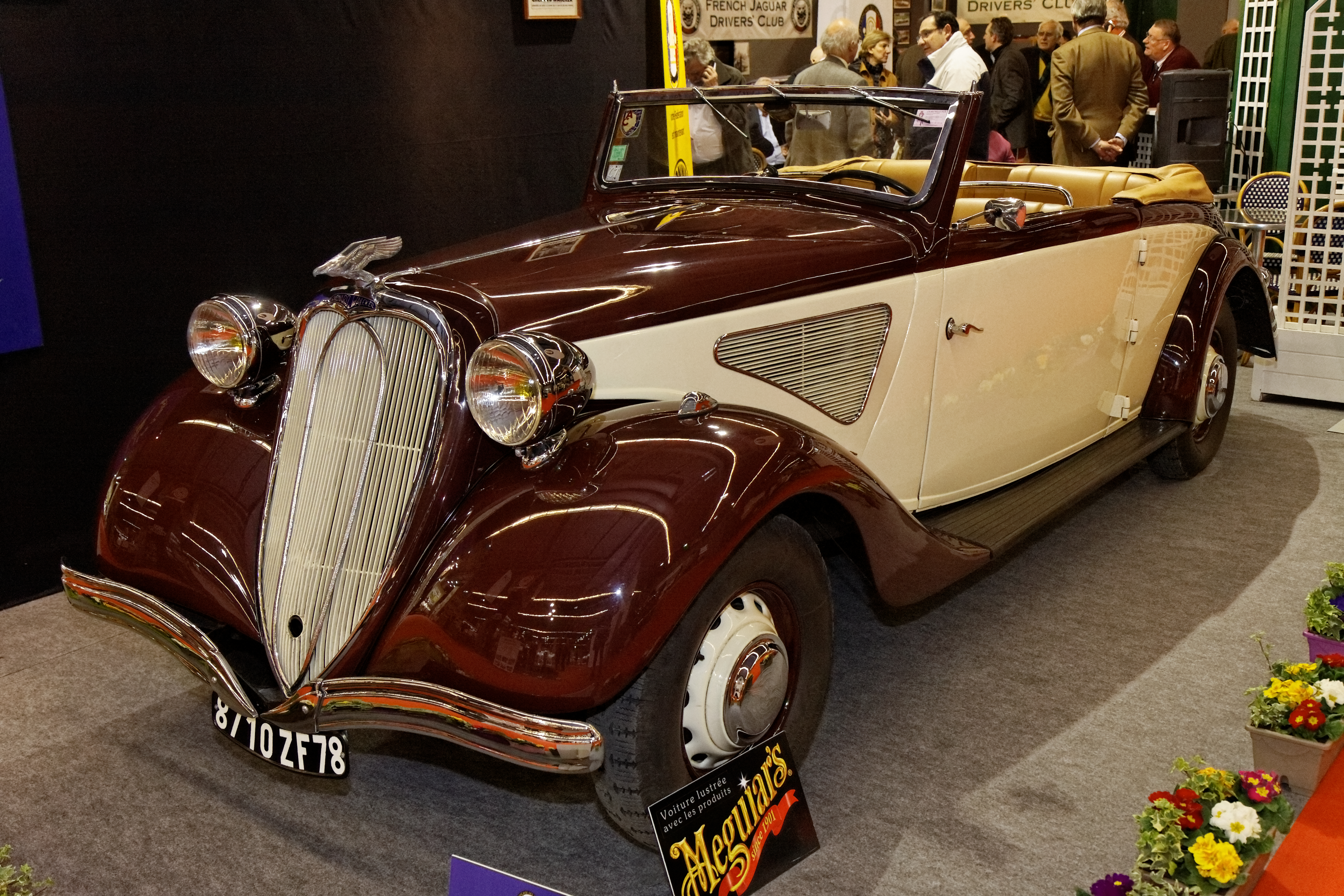
Chenard et Walcker Aigle 24. 1936

У червні 1936 року фірма Chenard et Walcker оголошує себе банкрутом, мосьє Анрі, висунутий радою директорів фірми відповідальним за переговори, починає вести дискусії з босами фірми Société des usines Chausson, щоб ті викупили контрольний пакет акцій фірми, щоб не допустити розпродажу з молотка. Ті погоджуються з умовою, що кузови будуть робити за методикою, яка діє на заводах «Шоссона», тобто ніяких дерев'яних каркасів, а тільки суцільнометалеві кузови з електродним зварюванням, капоти алігаторного типу і т. д., всі машини, крім Aigle 4S, отримують новий і сучасний дизайн кузова, а Aiglon взагалі зникає з виробничої програми. У той же час машини оснащувалися наступними моторами: Aigle 4S і Aigle 18 оснащувалися 1.75 л мотором (10CV), Aigle 22 — 2.2 л (12CV), Aigle 24, а Super Aigle 24 комплектувалися тепер тільки 2.5 л мотором (14CV), восьмициліндрова машина отримує внутрішній індекс U14.

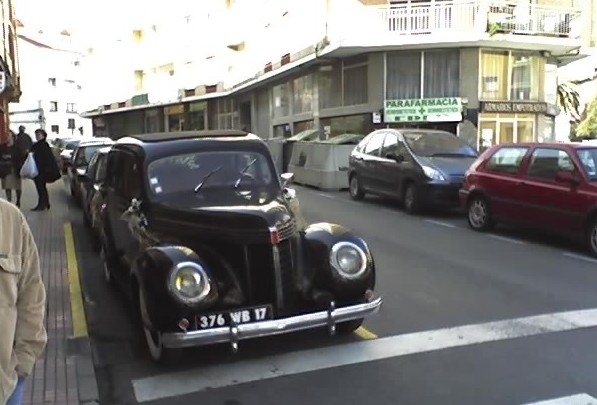
Chenard et Walcker F22 12CV. 1940

У травні 1937 року на машинах використовувалися останні двигуни власної конструкції, надалі закуповувалися 1.9 л 42-сильні мотори марки Citroen, які ставилися в автомобіль задом наперед, оскільки 1.9 л ставився на передньопривідні моделі Traction Avant 11CV, а Chenard et Walcker встановлювали цей мотор на Aigle 22, яка стала єдиною 4-циліндровою моделлю фірми. Ще однією машиною залишалася в каталогах 8-циліндрова машина Aigle 8 (U17), яка також отримує новий мотор, цього разу від французького партнера компанії Ford — фірми Matford, мотор був збільшений в об'ємі на 60 кубиків, і тепер об'єм дорівнював 3.6 л (до цього було 3.56 л), з якого знімають 90 к.с., крім цього в жовтні 1937 року на обидві моделі, що залишилися у виробництві, стали встановлювати кузови, ідентичні автомобілям Matford Alsace. Société des usines Chausson поставляла кузови компанії Matford, тому домовитися про використання їх оболонки не склало труднощів, передню частину трохи змінили, щоб клієнти могли розрізняти автомобілі. Єдине, що взагалі машини відрізняло, було шасі Chenard et Walcker з незалежною передньою підвіскою.
Вивільнені потужності, які були зайняті виробництвом моторів, тепер використовувалися для виготовлення запчастин для фірми Javel. У цьому ж році із запасників фірми дістаються спортивні машини типу «tank», машина за 10 років не застаріла, і навіть виграла гонки Боль д'Ор під управлінням колишнього чемпіона з важкої атлетики Шарля Рігуло, а професійний гонщик Ів Жиро-Кабантю переможного місця не завоював. Машини було вирішено виставити на 24-годинні гонки в Ле-Мані, проте машини під управлінням Жиро-Кабантю — Рігуло і Конте — Ру зійшли з траси. У липні цього ж року машини в останній раз були виставлені на гонки, цього разу організовані Французьким автомобільним клубом, Жиро-Кабантю зміг зайняти всього 5 місце, що стало фінальною крапкою у спортивній кар'єрі «бака».

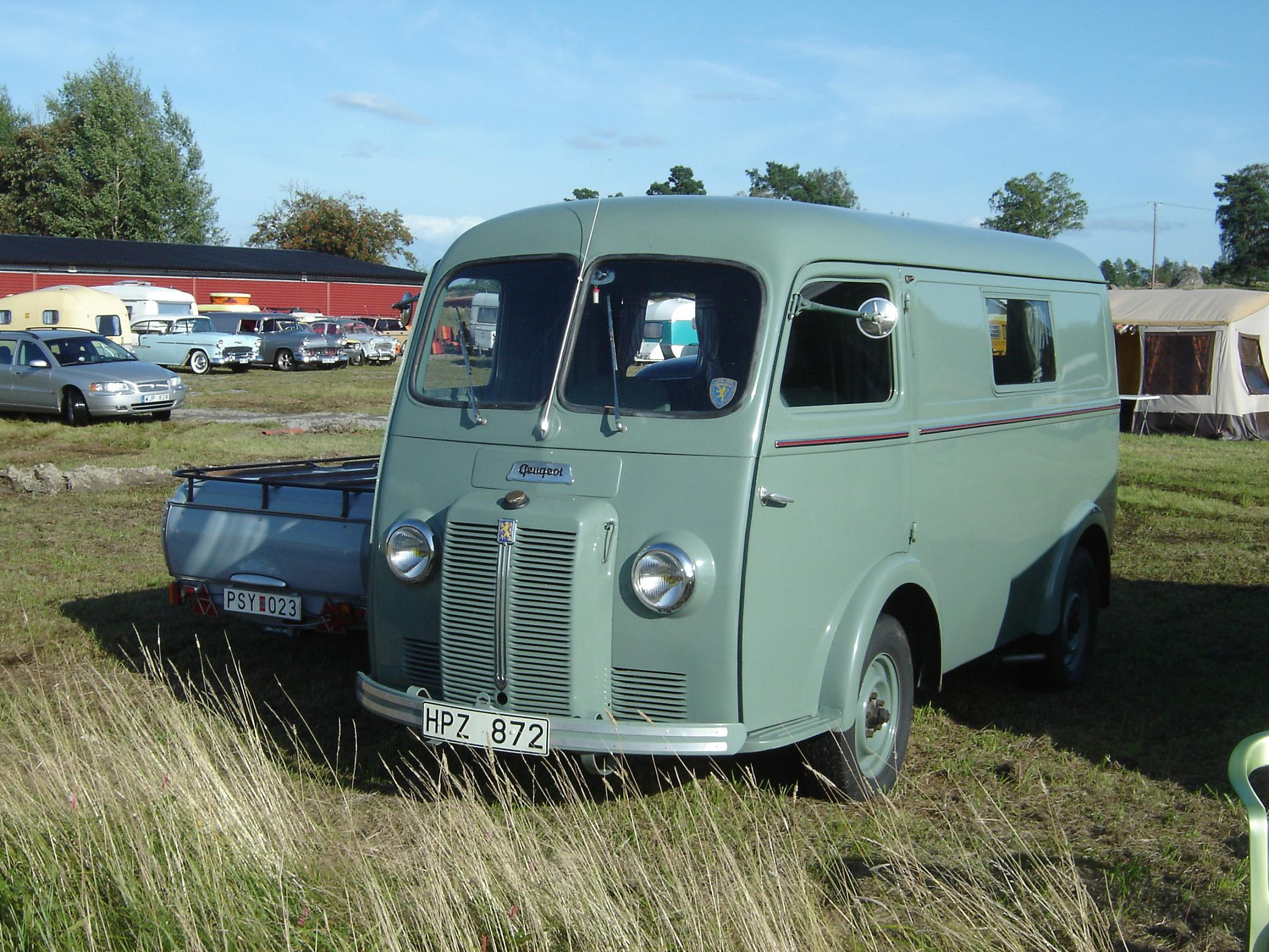
Сhenard-Walcker CPV 1500

У червні 1940 року Німеччина окуповує північ Франції, в цей же час фірма припиняє виробництво легкових автомобілів з перелицьованими кузовами Ford і з моторами того ж Ford або Citroen. В цей же час Анрі Туте представляє фургончик з 720-кубовим 2-циліндровим двотактним мотором, потужністю 20 к.с.. Фургон C & W 1500 мав вагонну компоновку з незалежною торсіонною підвіскою всіх коліс і переднім приводом, машини починають закуповуватися армією як карети швидкої допомоги. Машина масою в 1000 кг могла підіймати вантаж до 1.5 т.

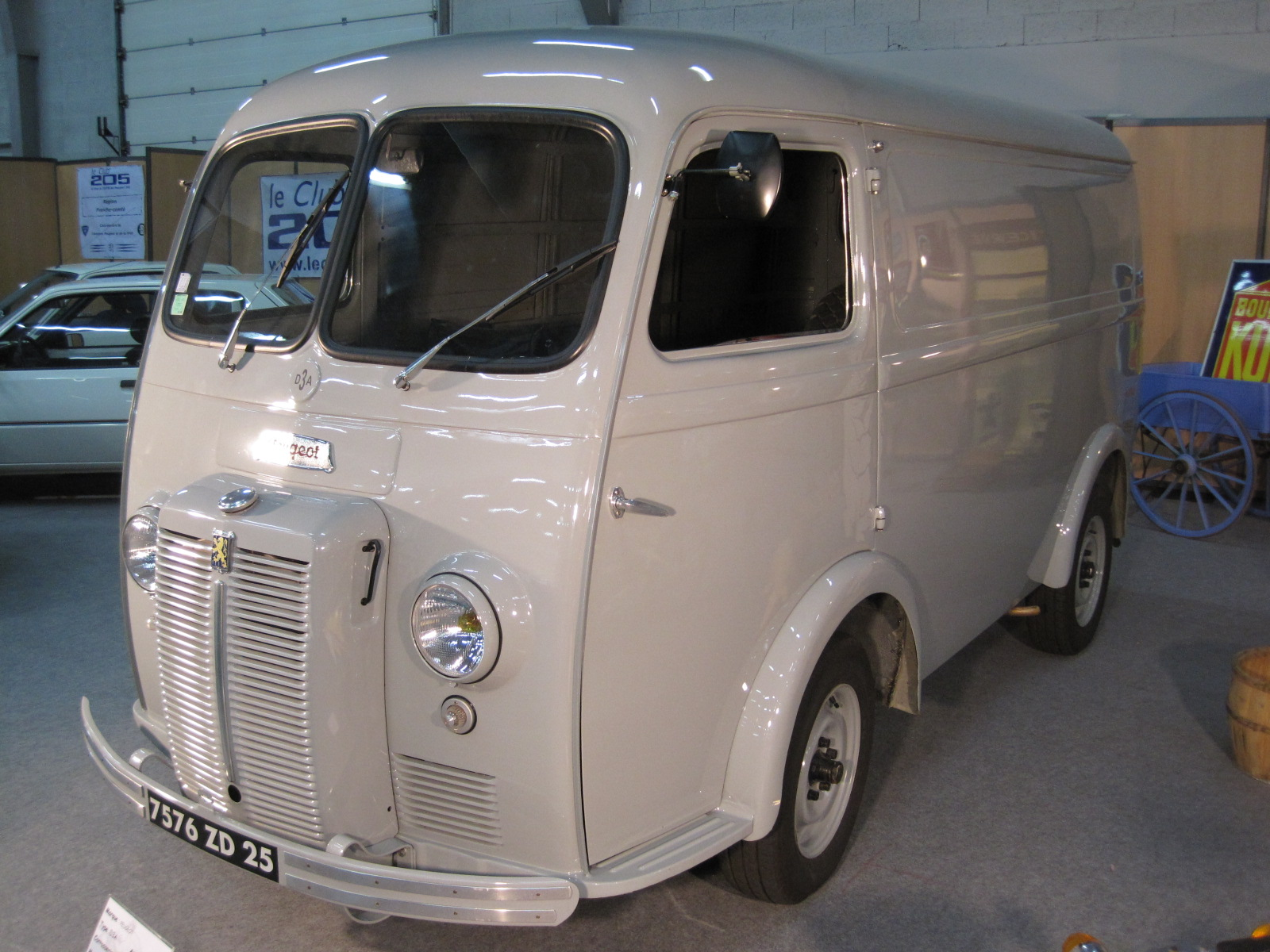
Сhenard-Walcker CPV 1500. 1953

У 1942 році приватні особи не могли купити пальне, тому попитом починають користуватися електромобілі, Chenard et Walcker продає ліцензію на автомобіль фірмі Sovel, яка починає будувати електричні версії фургона. Після закінчення війни фірма відновлює виробництво 4-циліндрових легкових автомобілів, які ще до війни отримують індекс F23 і F24, також поновлюється виробництво фургончика під індексом СНТ. 1946 року виробництво легкових автомобілів припиняється, а під капотною кришкою фургончика тепер був встановлений 1 л 2-циліндровий 26-сильний двигун, ця машина отримує індекс CKV, а ще через рік її замінює модель CPV. Машина відрізнялася решіткою радіатора, оскільки як силовий агрегат тепер використовувався 4-циліндровий 1.1 л мотор від Peugeot 202.

## Припинення виробництва автомобілів. Закриття компанії
У 1950 році Peugeot припиняє виробництво 202 моделі, замість якої з'являється двісті третій, яка отримує новий силовий агрегат, об'ємом 1.3 л. Peugeot відмовляється продавати свої мотори, якщо продукція, що випускалася на потужностях Chenard et Walcker, не нестиме логотипи фірми Peugeot, за це Peugeot обіцяє збут продукції через свою торговельну мережу. Керівництво компанії йде на цей крок, з жовтня починається виробництво цих автомобілів під двома марками, але з січня 1951 року виробництво Chenard et Walcker CP3 припиняється, і фургони несуть тепер тільки ім'я Peugeot D3. Конструкція цих машин протрималася у виробництві до 1965 року, коли її змінила модель Peugeot J7, яку продовжили випускати на заводах Chenard et Walcker, що належали фірмі Chausson, і хоча автомобілів цієї марки вже не існувало, але юридично фірма все ще значилася в регістрі. Ще в 1959 році Chausson був викуплений фірмою SAVIEM, яка в 1978 році була перетворена в вантажне відділення фірми Renault.

## Список автомобілів Chenard-Walcker
- 1901 — Chenard-Walcker Type B
- 1903 — Chenard-Walcker 20/24CV
- 1905 — Chenard-Walcker 14/16CV
  - Chenard-Walcker 18/24CV
- 1906 — Chenard-Walcker 8/10CV
  - Chenard-Walcker 30/40CV
- 1908 — Chenard-Walcker Type O
- 1909 — Chenard-Walcker Type Q
  - Chenard-Walcker 12CV
  - Chenard-Walcker 20CV
  - Chenard-Walcker 30CV
- 1913 — Chenard-Walcker Type T2
  - Chenard-Walcker Type U
  - Chenard-Walcker 20/35CV
- 1914 — Chenard-Walcker 8/14CV
  - Chenard-Walcker 12/20CV
  - Chenard-Walcker 15/25CV
- 1919 — Chenard-Walcker Type UU
- 1921 — Chenard-Walcker Type TT
- 1923 — Chenard-Walcker Type U3
  - Chenard-Walcker Type X
- 1924 — Chenard-Walcker Type T3
- 1925 — Chenard-Walcker Type U3
  - Chenard-Walcker Type U4
  - Chenard-Walcker Type Y3
  - Chenard-Walcker Type T4
  - Chenard-Walcker Type G
- 1926 — Chenard-Walcker Type Z2
- 1927 — Chenard-Walcker Type Y8
  - Chenard-Walcker Type Y7 Torpille
  - Chenard-Walcker Type Z5
  - Chenard-Walcker Type Y6
  - Chenard-Walcker Type U8
- 1928 — Chenard-Walcker Type F1
  - Chenard-Walcker Type T8
- 1930 — Chenard-Walcker Type T11
- 1932 — Chenard-Walcker Aiglon
  - Chenard-Walcker Aigle 4
  - Chenard-Walcker Aigle 6
- 1933 — Chenard-Walcker Aigle 8
- 1934 — Chenard-Walcker Super Aigle 4
  - Chenard-Walcker Aigle 4 Type T9N
  - Chenard-Walcker Type Y10C
- 1936 — Chenard-Walcker Aigle 4S
  - Chenard-Walcker Aigle 18
  - Chenard-Walcker Aigle 22
  - Chenard-Walcker Aigle 24
  - Chenard-Walcker Super Aigle 4
  - Chenard-Walcker U14
- 1937 — Chenard-Walcker F22
- 1940 — Chenard-Walcker CHE 1500
- 1945 — Chenard-Walcker F23
  - Chenard-Walcker F24
  - Chenard-Walcker CHT 1500
- 1946 — Chenard-Walcker CKV 1500
- 1947 — Chenard-Walcker CPV 1500
- 1950 — Chenard-Walcker CP3